# 科因 (愛荷華州)
科因（英語：Coin）是一個位於美國愛荷華州佩奇縣的城市。

## 地理
科因的座標為40°39′25″N 95°14′03″W / 40.65694°N 95.23417°W，而該地的平均海拔高度為302米（即991英尺）。

## 人口
根據2010年美國人口普查的數據，科因的面積為2.07平方千米，當中陸地面積為2.07平方千米，而水域面積為0.00平方千米。當地共有人口193人，而人口密度為每平方千米93人。